# Lijst van voetbalinterlands Antigua en Barbuda - Bermuda (vrouwen)
Deze lijst van voetbalinterlands is een overzicht van alle officiële voetbalinterlands tussen de nationale vrouwenteams van Antigua en Barbuda en Bermuda. De landen hebben tot nu toe twee keer tegen elkaar gespeeld.

## Wedstrijden
| № | Plaats       | Datum            | Competitie                                | Wedstrijd                    | Uitslag |
| - | ------------ | ---------------- | ----------------------------------------- | ---------------------------- | ------- |
| 1 | Saint John's | 7 oktober 2007   | Olympische Spelen 2008 kwalificatie       | Antigua en Barbuda − Bermuda | 0 − 4   |
| 2 | Kingston     | 31 augustus 2018 | CONCACAF W Championship 2018 kwalificatie | Bermuda − Antigua en Barbuda | 5 − 0   |

## Samenvatting
| Competitie                           | Totaal gespeeld | Winst Antigua en Barbuda | Gelijk | Winst Bermuda | Doelsaldo Antigua en Barbuda – Bermuda |
| ------------------------------------ | --------------- | ------------------------ | ------ | ------------- | -------------------------------------- |
| Olympische Spelen kwalificatie       | 1               | 0                        | 0      | 1             | 0 − 4                                  |
| CONCACAF W Championship kwalificatie | 1               | 0                        | 0      | 1             | 0 − 5                                  |
| Totaal                               | 2               | 0                        | 0      | 2             | 0 − 9                                  |